# Atton
Atton település Franciaországban, Meurthe-et-Moselle megyében. Lakosainak száma 899 fő (2022. január 1.). Atton Blénod-lès-Pont-à-Mousson, Lesménils, Loisy, Morville-sur-Seille, Mousson, Pont-à-Mousson, Port-sur-Seille és Sainte-Geneviève községekkel határos.

## Népesség
A település népességének változása:
| Lakosok száma | 523  | 522  | 625  | 770  | 794  | 804  | 832  | 872  | 878  | 899  |
|               | 1968 | 1982 | 1990 | 2006 | 2013 | 2015 | 2017 | 2019 | 2020 | 2022 |